# Pompeia (quartier de São Paulo)
Pour les articles homonymes, voir Pompeia.
Vila Pompeia, également connu comme Pompeia, est un quartier de la ville brésilienne de São Paulo, situé entre les districts de Perdizes et Lapa. Il est bordé par les districts Perdizes, Água Branca, Lapa, Barra Funda, Vila Anglo Brasileira  et Vila Romana.

## Histoire

### Émergence
Vers 1910, un nouveau lotissement apparaît divisant les fermes en un quartier. L'entrepreneur Rodolpho Miranda, propriétaire de Companhia Urbana e Predial, a décidé de rendre hommage à son épouse Aretusa Pompeia, en nommant le nouveau quartier Vila Pompeia.
Les immigrants attirés rapidement par les centaines d'industries qui apparaissent dans la région acquièrent des terrains pour s'installer. Des Italiens, des Portugais, des Espagnols et des Hongrois travaillaient comme ouvriers d'usine.